# نيلز هيرتزبيرغ
نيلز هيرتزبيرغ (بالنرويجية البوكمول: Niels Hertzberg)‏ هو مدرب رياضي نرويجي، ولد في 16 يناير 1941 في Odda ‏ في النرويج، وتوفي في 1 مارس 2013 في البرازيل.